# Astalavista
Astalavista é um motor de busca especializado em informações sobre segurança computacional que iniciou suas operações em 1997. Na prática funciona como um site de buscas para softwares  utilizados para dar funcionalidade a cópias ilegais de software proprietário (também conhecidos como cracks e keygens) ou explorar falhas de segurança (também conhecidos como exploits). Contudo, e com o passar dos anos e devido aos conteúdos únicos publicados, aos updates constantes e à quantidade de serviços prestados por este grupo o site Astalavista tornou-se um culto para os muitos visitantes que tem, sendo estes mais de 100,000 únicos por dia  sendo grande parte destas visitas incluídas nos seguintes grupos:
- Administradores de sistemas
- Hackers
- Universitários e pessoas em projectos de pesquisa
- Representantes de várias empresas nacionais e multinacionais de grande e pequena dimensão
- Utilizadores novatos

## Administradores de sistemas
Astalavista é um "de facto" onde os administradores de sistemas conseguem, além de encontrar as últimas ferramentas para testarem as suas redes, encontrar as últimas notícias, exploits, recursos,etc...

## Hackers
Na perspectiva dos hackers, Astalavista é um culto e sempre o será, para muitos este foi o primeiro website que encontraram quando começaram as suas pesquisas em "como ser um hacker" e, muito ajudados por esta comunidade retornam diariamente e contribuem activamente para o seu desenvolvimento e manutenção, um website feito por hackers para hackers, por profissionais de segurança para profissionais de segurança, por todos... para todos!

## Universitários e pessoas em projectos de pesquisa
Como fonte de recursos de segurança o Astalavista encontra-se num dos lugares do topo de procura!
Milhares de pessoas pesquisam os seus directórios diariamente e a maioria delas encontra o que procura.

## Representantes empresariais
Para o administrador empresarial/Gerente, é boa prática assegurar que a sua empresa está protegida a todos os níveis e nos dias que correm, os serviços web e a presença online é uma prioridade.
Gerentes/Administradores acedem ao Astalavista para eles próprios se manterem actualizados com as mudanças do mercado e do Underground no que toca a segurança e insegurança informática pressionando assim os seus departamentos de informática e/ou de segurança para uma resposta rápida, eficaz e pronta a incidentes e prevenção em geral.

## Utilizadores novatos
Para muitos utilizadores novatos, a possibilidade de interagir com pessoas com muito mais experiência do que eles é tudo! Para estes,(Newbies,N00bs,Novatos,script kiddies,etc...) interagir com uma comunidade com grande reputação e história, assim como com grandes quantidades de recursos necessários no dia-a-dia, é a grande razão que os leva a visitar o site dia após dia ou mesmo hora após hora!
A sede de conhecimento gerada por estes leva a que cada vez mais o site se desenvolva numa larga escala e de forma cada vez mais amigável para cada grupo de utlizadores.
O nome Astalavista é um trocadilho com Altavista, nome de outro mecanismo de busca. O trocadilho soa de forma semelhante a frase "hasta la vista, baby!" dita pelo personagem de  Arnold Schwarzenegger no filme O Exterminador do Futuro.